# John Paul Edwards
John Paul Edwards (Minnesota, 5 giugno 1884 – Oakland, 1968) è stato un fotografo statunitense, e membro del Gruppo f/64.

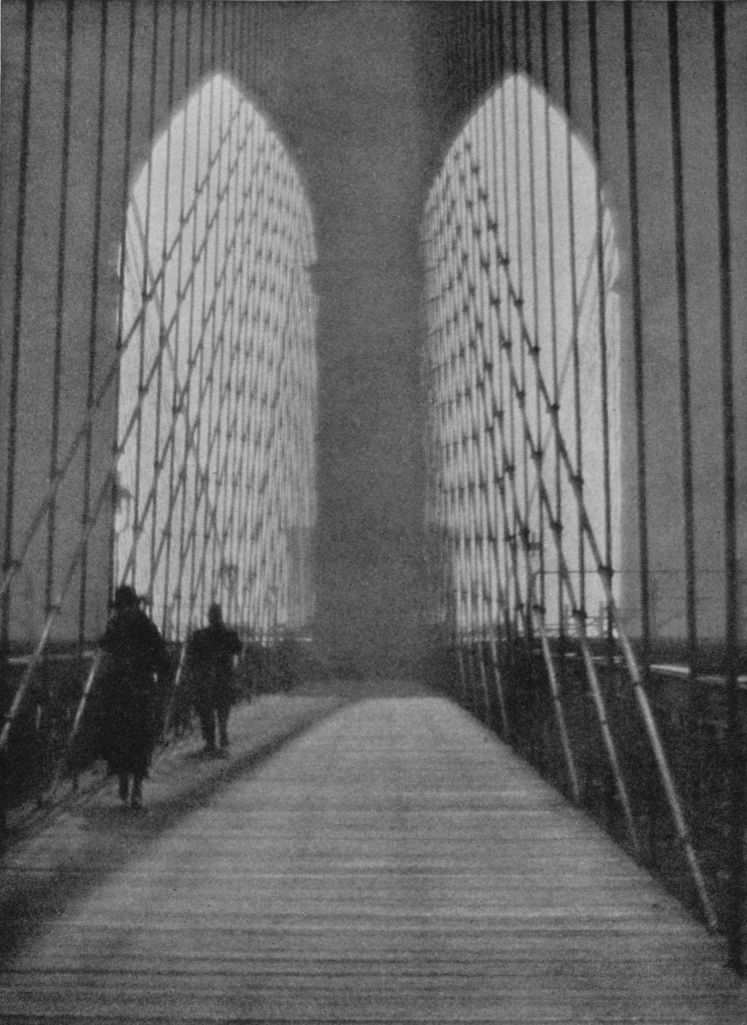
Fotografia di John Paul Edwards, raffigurato un ponte a Sacramento, California

Trasferitosi in California nel 1902, non si sa come John Paul Edwards iniziò ad interessarsi alla fotografia, ma già nei primi anni venti era un membro dell'Oakland Camera Club, della società fotografica di San Francisco Society e del Pictorial Photographers of America. Le sue prime fotografie erano in stile pittorialista, ma verso la fine degli anni venti mutò in un puro stile diretto.
Intorno al 1930 Edwards incontra Willard Van Dyke e Edward Weston. Entro due anni erano diventati buoni amici, e nel 1932, Edwards è stato invitato ad essere uno dei membri fondatori del Gruppo f/64, insieme con Weston, Van Dyke, Ansel Adams, Imogen Cunningham, Sonya Noskowiak e Henry Swift. Ha partecipato alla caratterista mostra del Group f/64 presso il Young Memorial Museum, in cui venivano mostrate nove immagini di barche, catene di ancoraggio e carri agricoli.
Ha continuato a fotografare per molti anni dopo che il gruppo f/64 si sciolse nel 1935, ma non ebbe la fortuna che ebbero gli altri membri del gruppo. Nel 1967 lui e sua moglie donarono un'importante collezione di fotografie all'Oakland Museum. È morto ad Oakland, in California nel 1968.